# مهدی‌آباد (بشرویه)
مهدی‌آباد یک منطقهٔ مسکونی در ایران است که در دهستان علی‌جمال واقع شده‌است. مهدی‌آباد ۹ نفر جمعیت دارد.